# Ola Kvernberg
Ola Kvernberg (Fræna, 16 giugno 1981) è un violinista, polistrumentista e compositore norvegese.
Figlio d'arte dei musicisti Liv Rypdal Kvernberg e Torbjørn Kvernberg, fratello dei musicisti Kari Kvernberg Dajani e Jorun Marie Kvernberg e nipote dello spellemann, violinista e compositore di musica folk Peter L. Rypdal. Kvernberg iniziò a studiare violino classico a nove anni e già a quattordici vinse un'importante competizione di musica classica in Italia.
Si parla di lui nel libro realizzato da Stein Kagge intitolato Fra Satchmo til Ola Kvernberg del 2001.

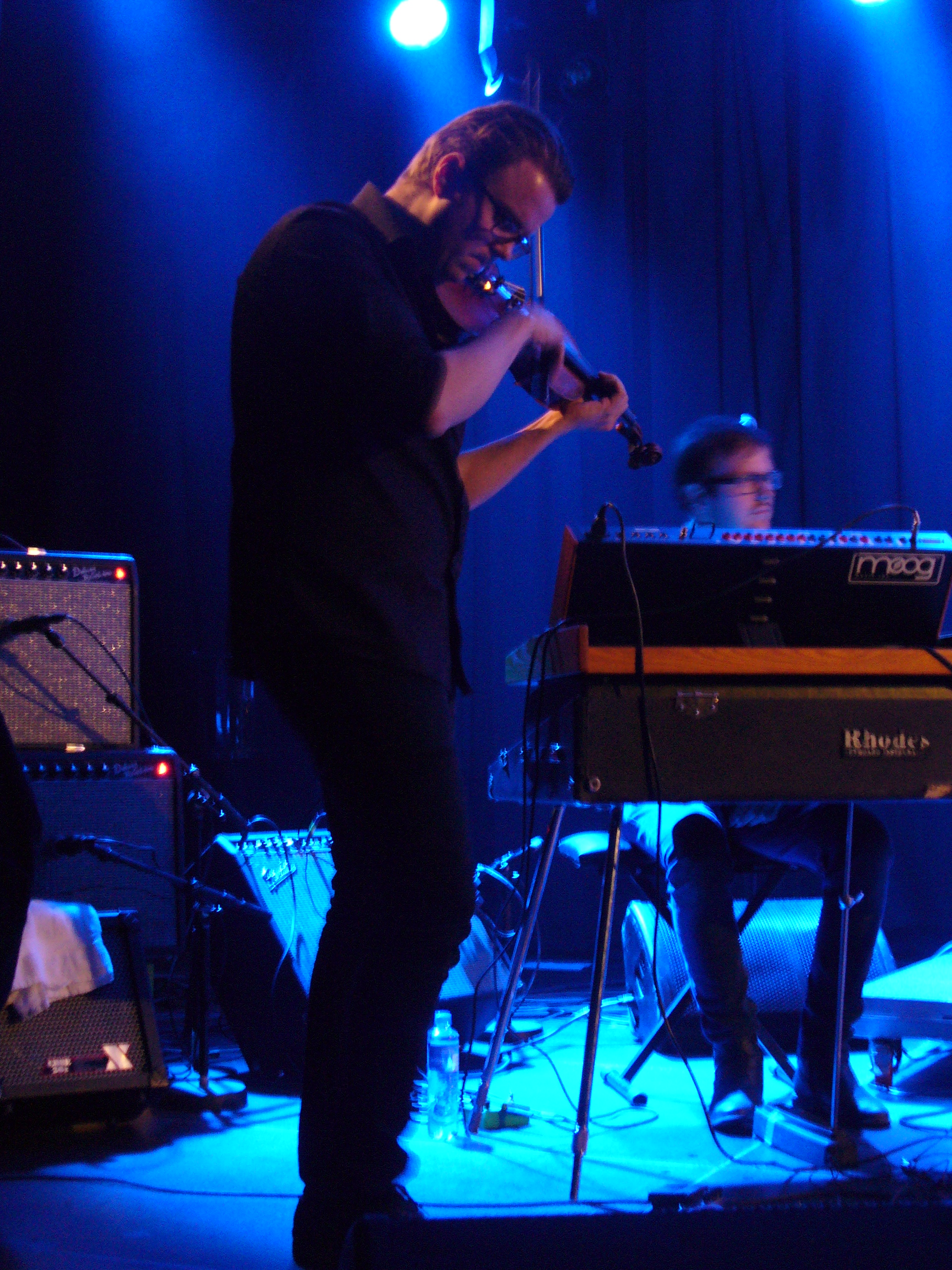
Ola Kvernberg in un concerto del 2014

## String swing conHot Club de Norvège
Kvernberg inizia a suonare musica folk scandinava a giovane età e viene introdotto alla musica classica dalla scuola di musica comunale che frequenta. La sua prima registrazione pubblicata è quella con la Band Fear of flying nel 1995. Due anni dopo, all'età di 16 anni, inizia a suonare jazz e segue il corso Jazz alla Trondheim musikkonservatorium (Conservatorio dell'università NTNU di Trondheim) (2001–03).
Kvernberg diventa famoso dopo un incontro con l'Hot Club de Norvège nel 2000 durante l'annuale Django Festival a Oslo, dove partecipò ad una jam con Toots Thielemans. Questo portò alla pubblicazione dell'album Hot Club de Norvege presenting Ola Kvernberg and Jimmy Rosenberg (2000), e la pubblicazione dell'album solista Ola Kvernberg (2001) e alla partecipazione alla registrazione di Angelo is back in town con Angelo Debarre (2001), con il quale aveva già suonato al Django Festival nel Gennaio 2002. Nell'Aprile del 2002, Ola fu scelto come solista da Jon Larsen per la sinfonia jazz White Night Stories, suonata insieme al Hot Club de Norvège e alla Tromsø Symphony Orchestra, e per due altre registrazioni relative a questo progetto.

## Ola Kvernberg Trio
L'Ola Kvernberg Trio con Steinar Raknes (contrabbasso) e Doug Raney (chitarra) pubblica il disco Cats and Doug nel 2002 (Hot Club Records). 
Erik Nylander (percussioni) sostituisce Raney nelle registrazioni di Wolof Experience di Eboue Seck al 
(Moldejazz 2005). Al Vossajazz nel 2006, suonano con Vidar Busk, accompagnati da Håkon Mjåset Johansen (batteria). Il trio (con Nylander/Raknes) pubblica l'album Night (Jazzland, 2006) con brani originali scritti dallo stesso Kvernberg.  People viene pubblicato nel 2009. Su commissione realizzano Liarbird per the Jazz nel 2010. Le registrazioni di Liarbird fanno vincere a Ola uno Spellemannprisen nel 2011 nella categoria Jazz.

## Altre Collaborazioni
Ola suona con Niels-Henning Ørsted Pedersen e Philip Catherine al Moldejazz nel 2004, e prende parte al Ingebrigt Håker Flaten Quintet, al trio Gammalgrass con Stian Carstensen e Ole Morten Vågan, alla The Scarlatti Ensemble con Kim Myhr, Eirik Hegdal e Marianne Baudouin Lie, con i Trønderhøns di Siri Gjære e suona come ospite con i Banjovi con Finn Guttormsen, Stian Carstensen, Haakon Askeland, Kjartan Iversen e Knut Hem. Nel 2007 va in tour con Thomas Dybdahl. Nel 2008 Kvernberg suona in The Jimmy Carl Black Story di Jon Larsen.
Ola è anche membro associato della Trondheim Jazz Orchestra. La sua prima esibizione con questa orchestra risale al 2003 quando suonò a fianco di Erlend Skomsvoll e Pat Metheny.

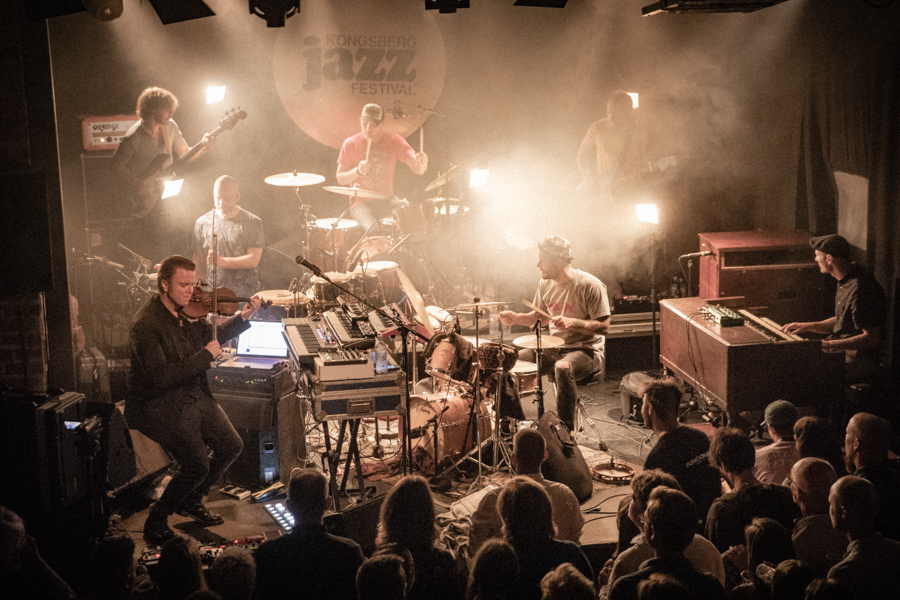
Ola Kvernberg con la sua band suona l'album Steamdome al Kongsberg Jazzfestival del 2018

## Premi
- 2011: Spellemannprisen, per il miglior album Jazz dell'anno, per Liarbird
- 2012: Kongsberg Jazz Award
- 2013: Kanonprisen, Nella categoria migliore colonna sonora per il film Jag etter vind.
- 2013: Amandaprisen,Nella categoria migliore colonna sonora per il film Jag etter vind.
- 2021: Gammleng-prisen, nella categoria jazz
- 2021: Spellemannprisen, per il miglior album alternativ pop/rock per Steamdome II: The Hypogean

## Discografia

### Album solisti
- 2001: Violin (Hot Club Records)
- 2014: Mechanical Fair (Jazzland Recordings), commissionato per il Kongsberg Jazz Festival 2013, anche con Trondheim Soloists
- 2017: Steamdome (Grappa Music)
- 2021: Steamdome II: The Hypogean (Grappa Music)

### Ola Kvernberg Trio
- 2002: Cats and Doug (Hot Club Records), con Doug Raney
- 2006: Night Driver (Jazzland Recordings), con opere proprie di Kvernberg
- 2009: Folk (Jazzland Recordings)[7]
- 2013: Northern Tapes (Jazzland Recordings)

### Liarbird
- 2011: Liarbird (Jazzland Recordings), lavoro commissionato, live dal Moldejazz 2010 con Bergmund Waal Skaslien (viola), Eirik Hegdal (sax), Mathias Eick (tromba), Håkon Kornstad (sax), Ingebrigt Håker Flaten e Ole Morten Vågan (basso), Erik Nylander e Torstein Lofthus (percussioni)[8]

### Grand General
Grand General quintet con Erlend Slettevoll, Even Helte Hermansen, Kenneth Kapstad e Trond Frønes
- 2013: Grand General (Album) (Rune Grammofon)[9]

### Collaborazioni
con Hot Club de Norvege
- 2000: Hot Club De Norvege Featuring Ola Kvernberg e Jimmy Rosenberg (Hot Club Records)
- 2005: White Night Live (Hot Club Records), feat. Ola Kvernberg e la Tromsø Symphony Orchestra

con Ingebrigt Håker Flaten Quintet
- 2006: Quintet (Jazzland Recordings)
- 2008: The Year Of The Boar (Jazzland Recordings)

con Trondheim Jazz Orchestra
- 2006: Tribute (MNJ Records), feat. Vigleik Storaas
- 2007: Live In Oslo (MNJ Records), feat. Maria Kannegaard Trio

con 'Team Hegdal' sextet con Eirik Hegdal, André Roligheten, Rune Nergaard, Mattias Ståhl e Gard Nilssen
- 2011: Vol 2 (Øra Fonogram),

con Ingebrigt Håker Flaten Chicago Sextet, con Dave Rempis, Frank Rosaly, Jason Adasiewicz e Jeff Parker
- 2012: Ingebrigt Håker Flaten Chicago Sextet Live At Jazzfest Saalfelden (Tektite Records Co.Operative)

### Colonne Sonore
- 2010: Nord Film Music (Jazzland Recordings), in un trio con Andreas Aase (chitarra, mandolino, dobro) e Stian Carstensen (banjo), Ola Kvernbergs Filmmscore per il film Nord di Erlend Loe[10]
- 2010: Eksperimentet, Film Danese drama film scritto e diretto da Louise Friedberg, con l'attrice Ellen Hillingsø.
- 2013: Jag etter vind soundtrack
- 2022: L’enigma di Eirik Jensen, docuserie prodotta da Netflix[11]